# Мястково (гмина)
Мястково (пол. Miastkowo) — сельская гмина (волость) в Польше, входит как административная единица в Ломжинский повет Подляского воеводства. Население — 4350 человек (на 2011 год). Административный центр гмины — деревня Мястково.

## Демография
Данные по переписи 2011 года:
| Перепись            | Всего | Мужчины | Женщины |
| ------------------- | ----- | ------- | ------- |
| Всего               | 4350  | 2196    | 2154    |
| Городское население | 0     | 0       | 0       |
| Сельское население  | 4350  | 2196    | 2154    |

## Поселения
1. Мястково
2. Нарущки
3. Чарторя
4. Дрогошево
5. Галкувка
6. Калишки
7. Корытки-Лесьне
8. Кулешка
9. Леопольдово
10. Лубя
11. Лубы-Кертаны
12. Лубы-Курки
13. Новоседлины
14. Орло
15. Осетно
16. Подосе
17. Рыбаки
18. Рыдзево
19. Рыдзево-Гозды
20. Сосновец
21. Сульки
22. Тарново
23. Зарузе
24. Корытки-Лесьне
25. Краска
26. Бартковизна
27. Цендровизна
28. Колёня-Новогродзка

## Соседние гмины
1. Гмина Лелис
2. Гмина Ломжа
3. Гмина Новогруд
4. Гмина Жекунь
5. Гмина Трошин
6. Гмина Снядово
7. Гмина Збуйна